# Большой Тумьюмучаш
Большой Тумьюмучаш (мар. Кугу Тумньымучаш) — деревня в Куженерском районе Республики Марий Эл. Входит в состав Тумьюмучашского сельского поселения.

## География
Находится в северо-восточной части республики Марий Эл на расстоянии приблизительно 9 км на запад-северо-запад от районного центра посёлка Куженер.

## История
Известна с 1874 года, когда здесь насчитывалось 53 двора, проживало 286 человек. В 1930 году в деревне было 58 дворов, проживало 197 человек. В 2004 году деревня состояла из 111 домов. В советское время работали колхозы «Большой овраг» и «Тумер нур».

## Население
Население составляло 333 человека (мари 97 %) в 2002 году, 301 в 2010.